# Aggradazione
L'aggradazione è una modalità di deposizione dei sedimenti, che si realizza quando in tempi successivi si depongono corpi sedimentari sovrapposti, sempre nella stessa posizione rispetto alla sorgente dei sedimenti stessi. 

## Tipologia
Questa modalità di sedimentazione è applicabile a diversi contesti:
- in ambiente litorale e deltizio (sia marino che lacustre), quando il livello dell'acqua nel bacino subisce un incremento relativo che tuttavia è compensato dall'apporto di sedimenti; in tal caso la linea di costa si mantiene nella stessa posizione nel tempo fino a che perdurano le condizioni di equilibrio tra i fattori citati;
- in ambiente alluvionale, quando i sedimenti fluviali e di piana alluvionale tendono ad accumularsi con tasso di sedimentazione superiore alla subsidenza, e si ha quindi un incremento di quota della superficie del territorio;
- in ambiente di piattaforma carbonatica e scogliera biocostruita, quando il tasso di crescita verticale della piattaforma determinato dalla produttività carbonatica della comunità biologica risulta in equilibrio con l'innalzamento relativo del livello marino.

## Genesi
La dinamica aggradazionale è determinata da due fattori:
- a. Spazio di accomodamento (accomodation space): è il volume di spazio disponibile per i sedimenti, sostanzialmente lo spazio tra il livello del mare (o comunque dell'acqua entro il bacino) e il fondale;
- s. Apporto di sedimenti (sediment supply): è il volume di sedimenti che vengono scaricati entro il bacino ricevente.

Per a = s si ha equilibrio tra l'accumulo di sedimenti e l'incremento relativo del livello dell'acqua nel bacino ricevente.
Nel contesto costiero l'effetto della compensazione tra apporto di sedimenti e accomodation è di mantenere la distribuzione delle facies sostanzialmente invariata nel tempo, senza progradazione o retrogradazione significativa dei sistemi deposizionali. 
In un contesto alluvionale, l'innalzamento del livello di base con cospicui apporti di sedimento porta i corsi d'acqua ad adeguare il loro profilo di equilibrio deponendo più sedimenti e determinando un sovralluvionamento (deposizione rapida di sedimenti fluviali e di piana d'inondazione), causando in tal modo un sollevamento del territorio. 
Nel caso di un contesto di piattaforma carbonatica, abbiamo compensazione tra il sedimento carbonatico prodotto dall'accumulo di spoglie di organismi a scheletro calcareo (coralli e altri invertebrati) e l'innalzamento relativo del livello marino. Questo porta le biocostruzioni a crescere prevalentemente in altezza, mentre non si ha avanzamento significativo verso bacino; le facies di avanscogliera (fore reef) e retroscogliera (back reef) "crescono" parallelamente a quelle di reef.
Nel record sedimentario, un pattern aggradazionale registra una trasgressione marina.